# Liangcsu-kultúra
A Liangcsu (Liangzhu)-kultúra bizonyos szempontból a Macsiapang (Majiabang)-kultúra követője és a történelmi Shang (Shang)-kor közvetlen előzményének tekinthető.

## Elhelyezkedése és kora
Az elsősorban Csiangszu (Jiangsu) tartomány déli és Csöcsiang (Zhejiang) tartomány északi részén (a Tajhu (Taihu)-tó környékén) elterjedt Liangcsu (Liangzhu)-kultúrát korábban a Lungsan (Longshan)-kultúrkörhöz tartozónak gondolták. Manapság a kutatók úgy vélik, hogy a hozzávetőlegesen 300 helyszínnel képviselt Liangcsu (Liangzhu)-kultúra időben megelőzi a Lungsan (Longshan)t és tőle független. A Liangcsu (Liangzhu)-kultúra bizonyos szempontból a Macsiapang (Majiabang)-kultúra követője és a történelmi Shang (Shang)-kor közvetlen előzménye volt.

## Kultúrája
A Liangcsu (Liangzhu)-kultúrához tartozó közösségek kiválóan ismerték a rizstermesztés fortélyait, a selyemszövést és a fazekasságot. A Liangcsu (Liangzhu)-beli leletek között talált edények általában díszítetlen, néhányon geometrikus vagy madármotívumok találhatók. A legkorábbi selyemfeldolgozásra utaló leleteket a Liangcsu (Liangzhu)-kultúrához tartozó Csiensanjang (Qianshanyang)ban (錢山漾) és Caohsziesan (Caoxieshan)ban (草鞋山) találták meg.
A lakóhelyen kívül fekvő temetőkben (akárcsak a Lungsan (Longshan)-kultúra településein) már jól látszik, hogy a társadalmi rétegződés ekkorra már végbement. A kisebb sírokban alig találunk valamit, a nagyobbakban viszont kerámiaedények, fa-, kő- és jádetárgyak találhatók. A legnagyobb sírokból pedig teljes rituális edénykészletek, fából, rézből és krokodilbőrből készült hangszerek és festett faliképek kerültek elő. A Fansan (Fanshan)nál (矾山) feltárt 20-as sírban például egyetlen személlyel 547 különböző tárgy volt eltemetve. A Liangcsu (Liangzhu)-kultúrában általános volt az emberáldozat. A koporsókat fából készítették, és lakkréteggel is ellátták. Egyes területeken már a későbbi hagyományban is fontos szerepet játszó kettős koporsókat is találtak.
A gazdagabb sírleletek mindig megtalálható két tipikus jádetárgy, a cung (cong) és pi (bi), amelyek az elhunyt vagyonát és hatalmát jelezték. A cung (cong) (琮) egy négyzetes alakú, középen lyukkal rendelkező jádetárgy, melynek sarkaiban archoz hasonló vésetek találhatók. Az északkeleti, közép-északnyugati és kelet-kínai kultúrkörben is ismert pi (bi) (璧) egy középen lyukas jádekorong. A későbbi szövegek azt állítják, hogy a cung (cong) a földet, a pi (bi) az Eget jelöli. A Liangcsu (Liangzhu)-kultúrában oly fontos szerepet betöltő jádetárgyakon (elsősorban a cung (cong)okon) bizonyos értelemben már megjelenik a Sang (Shang)-korban oly gyakori tao-tie (taotie)-motívum is.
Többek között a Liangcsu (Liangzhu)-kultúra emlékei alapján néhány kutató (Csang Hszi-csiu (Zhang Xiqiu) (张锡秋), K. C. Chang) úgy gondolják, hogy Kínában az újkőkor és a bronzkor közé be kell iktatni egy jádekort.

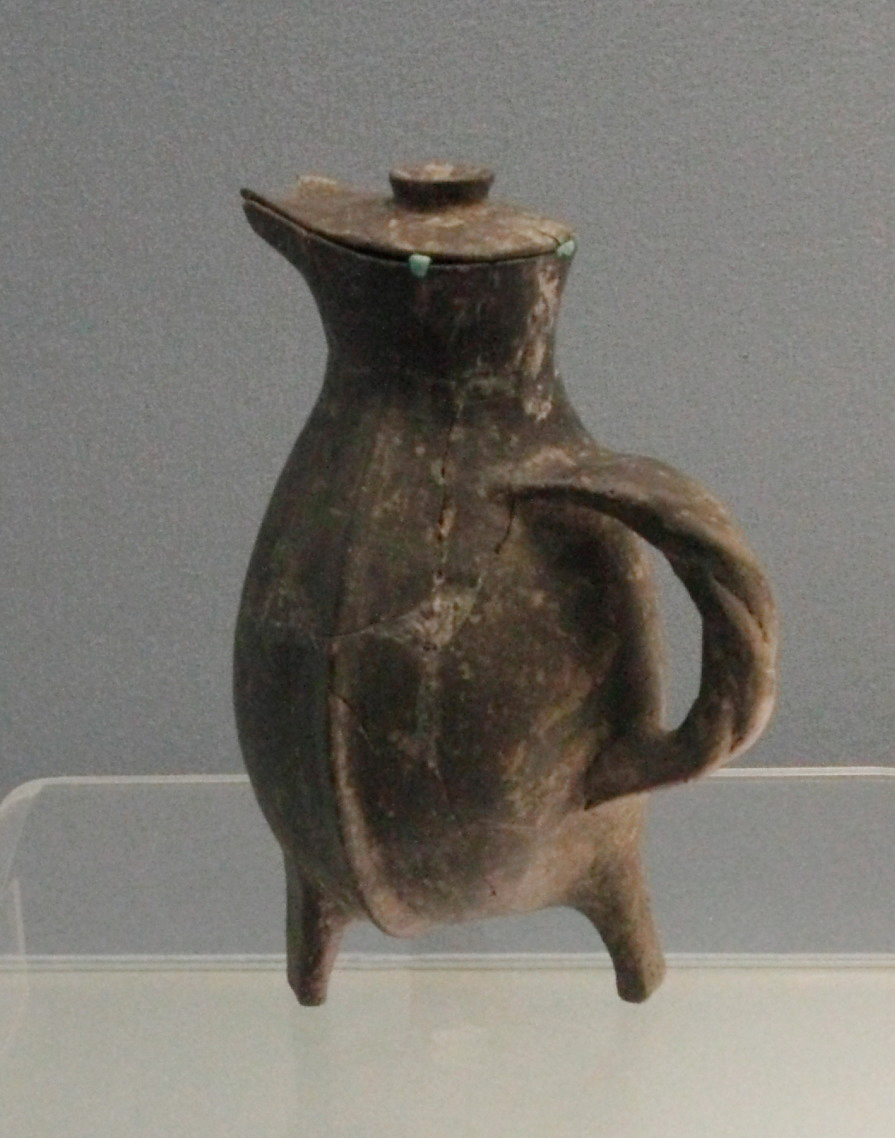
Madár alakú fekete kerámia
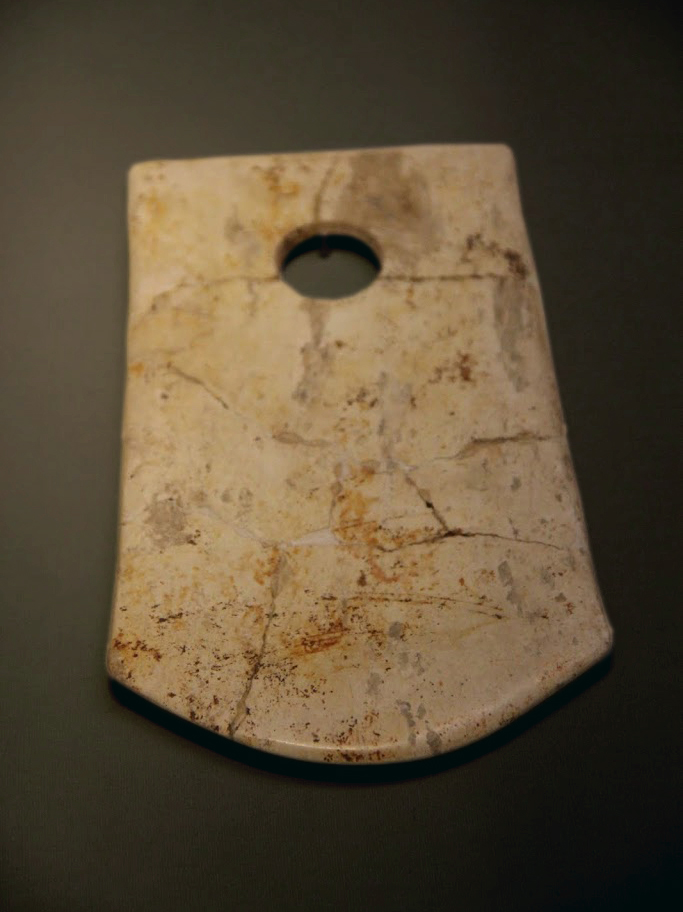
Jádéből csiszolt baltafej
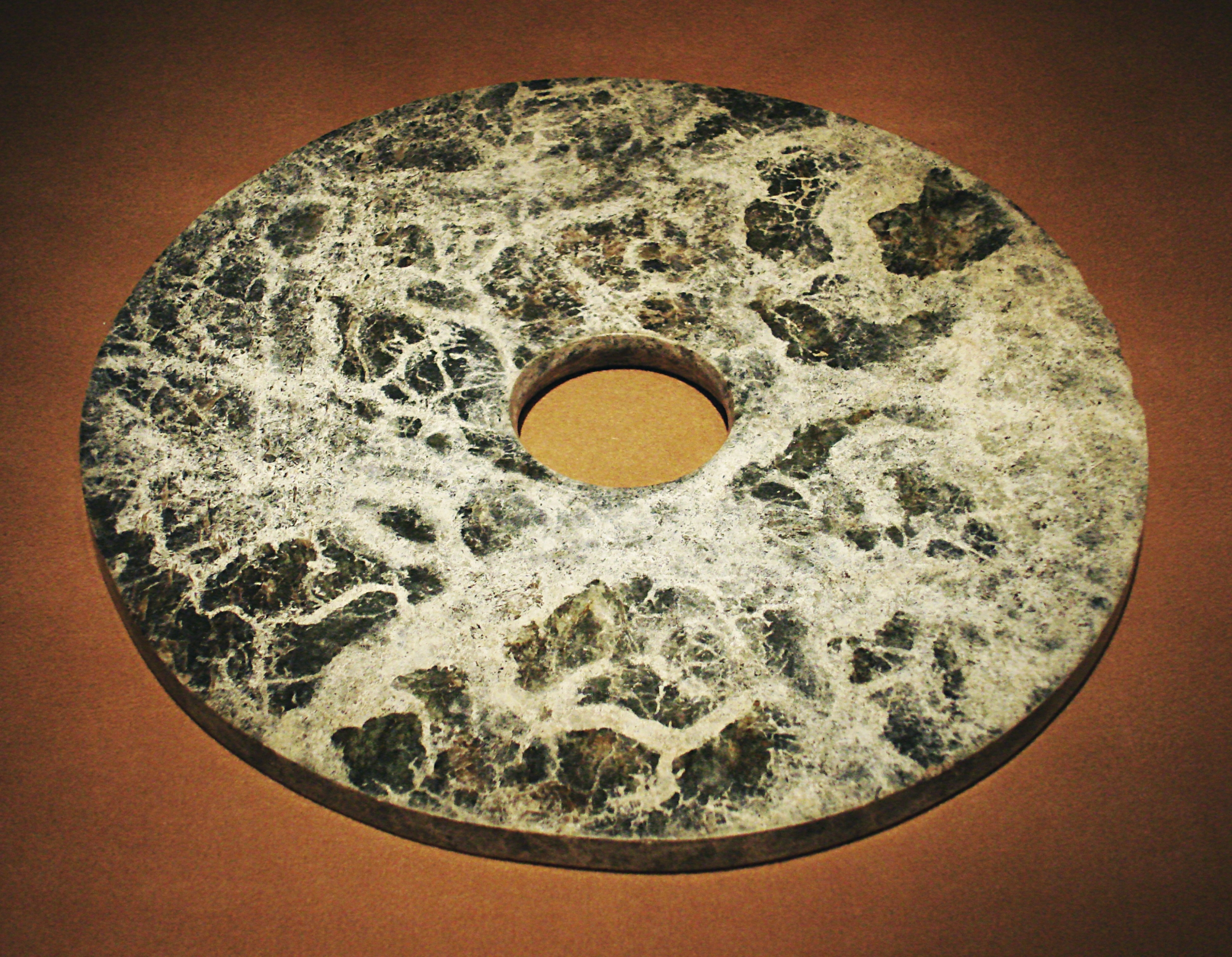
Pi (Pi)-korong
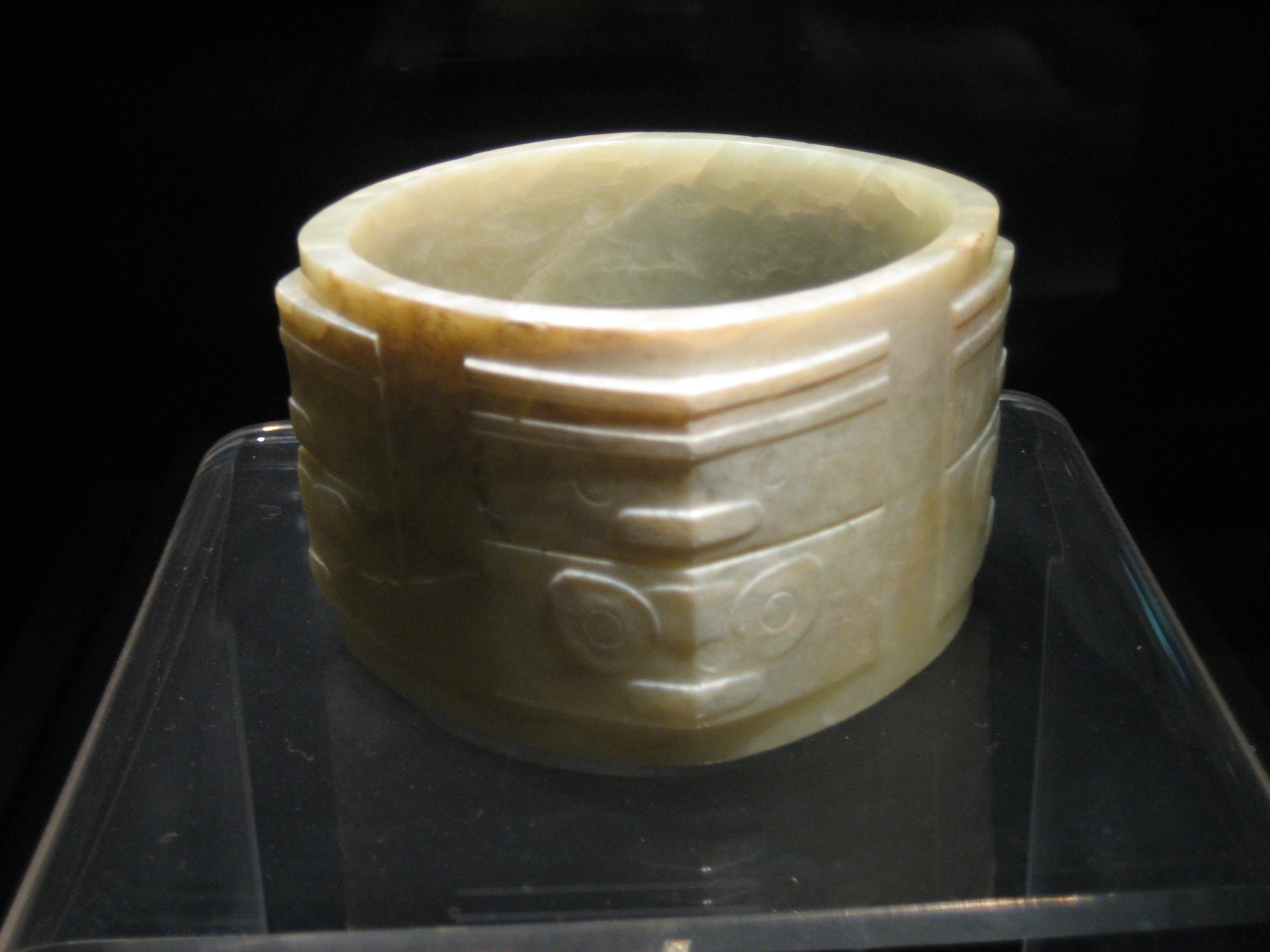
Cung (Cong)-hasáb
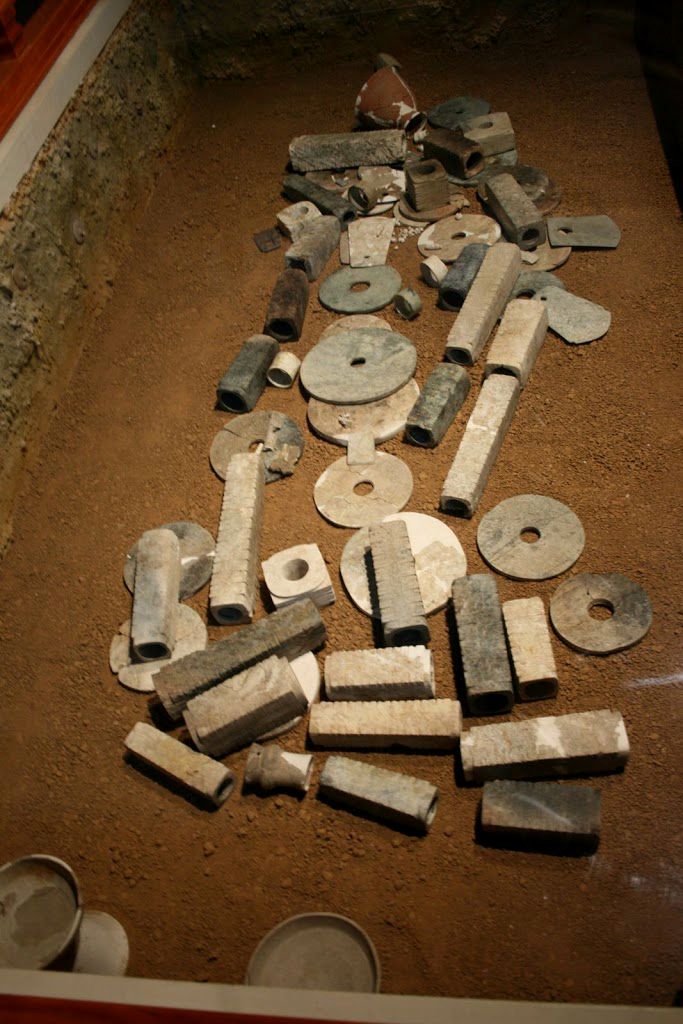
Jédetárgyakból álló sírmelléklet
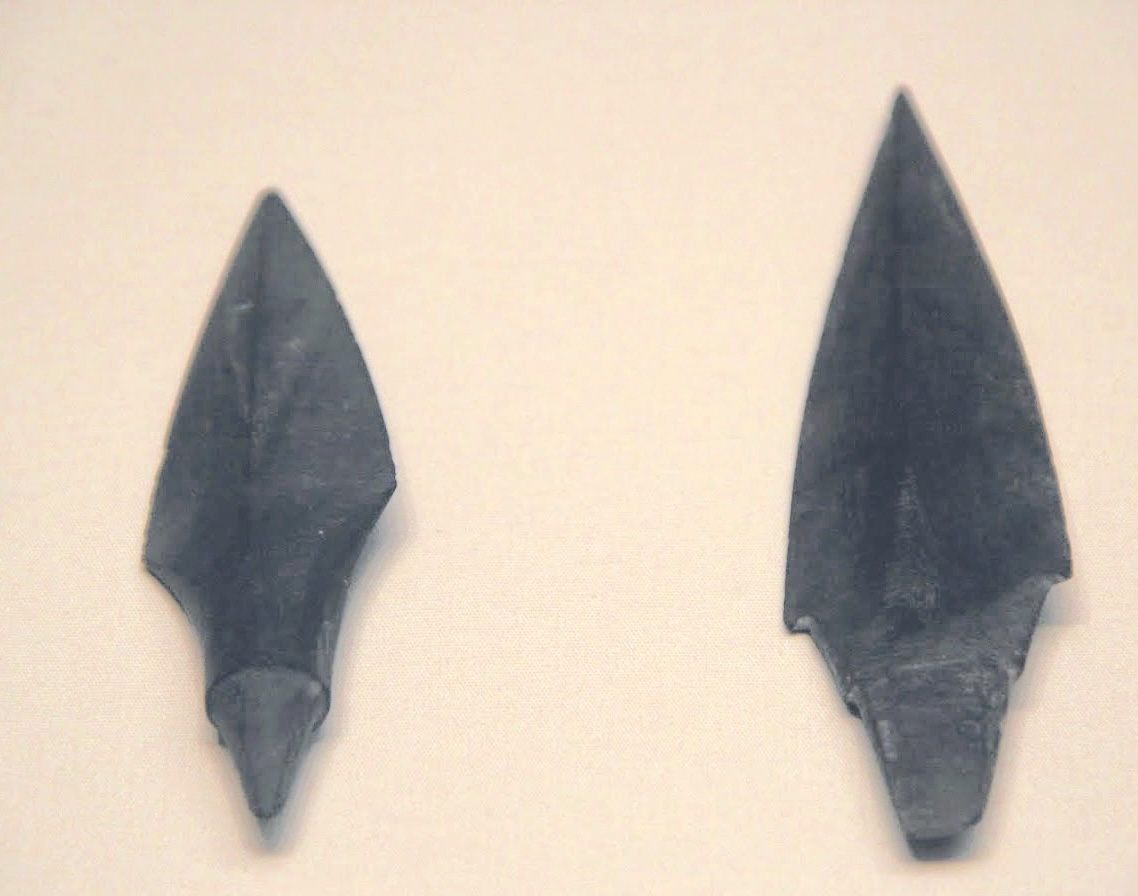
Kőnyílhegyek